# Lee Aronsohn
Lee Aronsohn (né le 15 décembre 1952) est un scénariste, réalisateur, producteur et compositeur américain.
Il a été scénariste pour de nombreuses séries télévisées comme : La croisière s'amuse, Madame est servie, Murphy Brown, Une maman formidable, The Big Bang Theory, Cybill. En 2003, il crée avec Chuck Lorre la série Mon oncle Charlie et écrit le générique de cette sitcom.

## Biographie
En 1977, Lee Aronsohn déménage à Los Angeles pour évoluer dans le milieu du comedy one-man show. Un ami à lui est écrivain pour La croisière s'amuse et l'invite à rejoindre son équipe.
En avril 2012, il porte plusieurs propos considérés comme sexistes lors d'une conférence à Toronto. En mai 2012, il se retire de la production de la série Mon oncle Charlie. En 2014, il vend une nouvelle série à ABC prénommée Totally Illegal.
Il se retire du monde de la télévision, bien qu'il fasse un retour à l'écriture de Mon Oncle Charlie pour l'épisode final. En 2018, il sort le documentaire 40 Years in the Making: The Magic Music Movie sur l'histoire du groupe de musique de Boulder, Magic Music,.